# Feudenheim

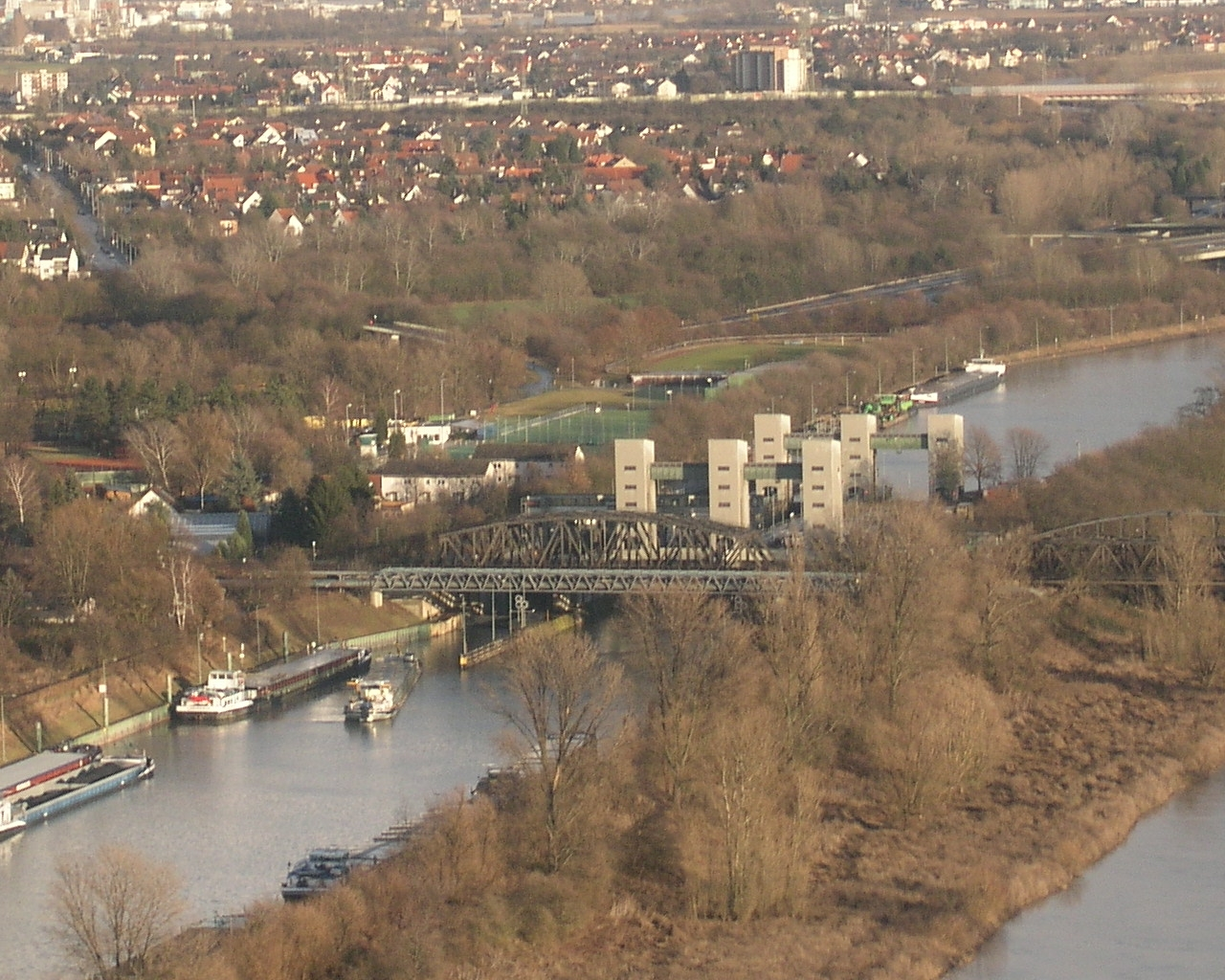
Neckarschleuse aus Sicht vom Fernmeldeturm

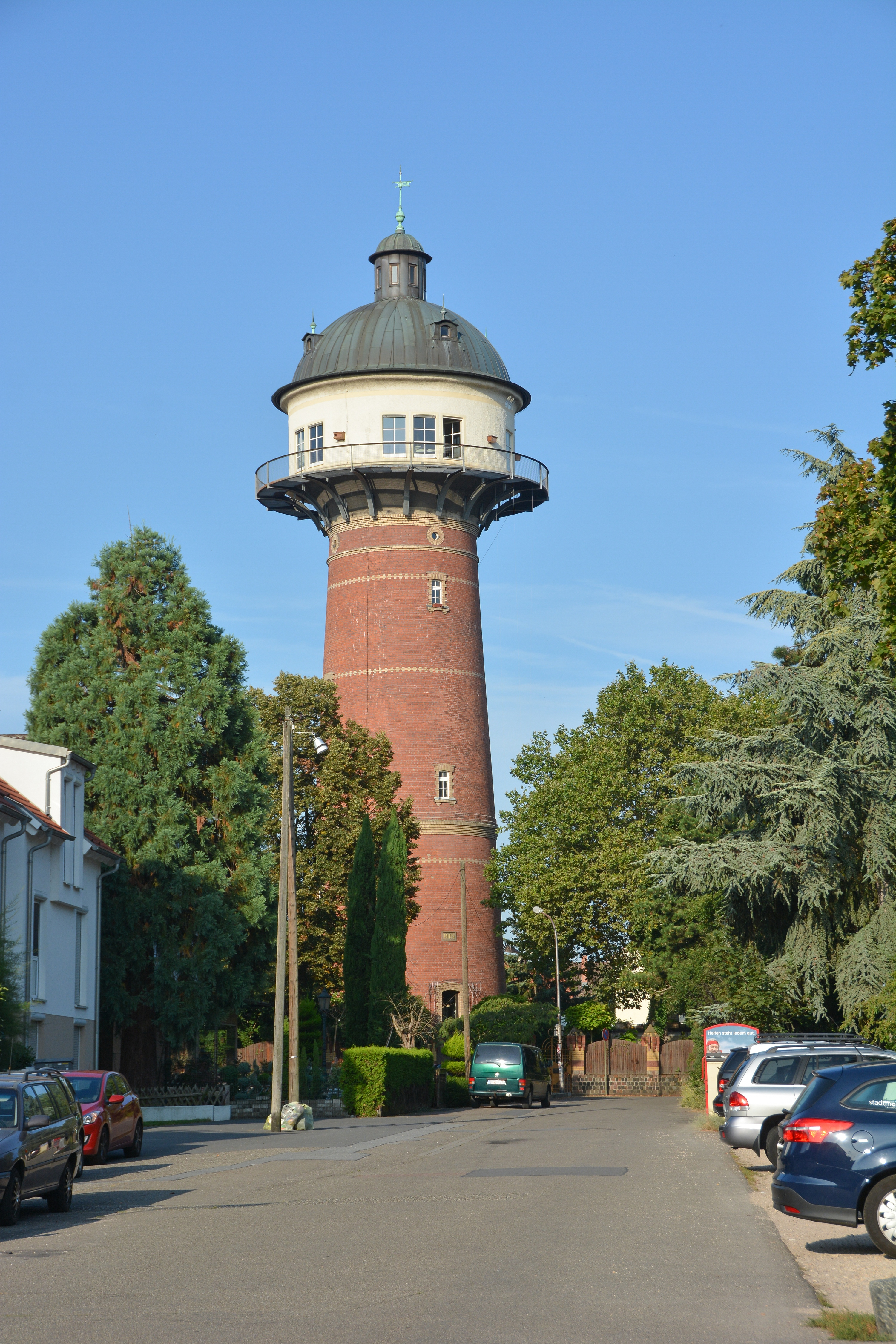
Wasserturm

Feudenheim ist ein Stadtteil von Mannheim in der Metropolregion Rhein-Neckar in Baden-Württemberg und bildet darüber hinaus auch den Stadtbezirk Feudenheim.

## Geographie
Feudenheim liegt im Osten Mannheims am Neckar. Angrenzende Stadtteile sind Wallstadt, Vogelstang, Käfertal, Neckarstadt-Ost und Neuostheim. Östlich befindet sich Ilvesheim, das zum Rhein-Neckar-Kreis gehört. Feudenheim liegt an der Bertha Benz Memorial Route.

## Geschichte

### Geschichtliche Entwicklung
Feudenheim wurde im Jahr 766 erstmals im Lorscher Codex als Vitenheim (Heim des Vito) erwähnt. Im 9. Jahrhundert gehörten die Kirche und zwei Höfe zum Kloster Weißenburg. Um 940 hatte sich der Einflussbereich zum Hochstift Worms verlagert. Vor 1200 gelangte Feudenheim an den Pfalzgrafen Konrad von Staufen. 1476 lässt sich erstmals die Neckarfähre nachweisen. 1615 verkürzte sich der Neckarbogen durch ein neues Flussbett durch die Au. Während des Dreißigjährigen Kriegs wurde Feudenheim 1621 und 1639 zweimal zerstört. 1632 wurde das Gasthaus zum Ochsen gebaut. Es ist heute das älteste Gasthaus in Mannheim. Während des Pfälzischen Erbfolgekriegs wurden 1689 mehr als 70 Gebäude in Feudenheim zerstört. Ein Jahrhunderthochwasser verwüstete 1784 die tiefer gelegenen Gebiete Feudenheims. Die Neckarmündung war zugefroren, so dass das Wasser nicht abfließen konnte. Bis 1795 wurde der Flusslauf korrigiert und in sein heutiges Bett gebracht.
Mit Auflösung der Kurpfalz gelangte Feudenheim 1803 an das Großherzogtum Baden. 1813 wurde die Synagoge eröffnet, die jüdische Gemeinde wuchs bis 1852 auf 120 Mitglieder. 1863 wurde Feudenheim dem Bezirksamt Mannheim zugeordnet. In den folgenden Jahren wuchs die Orientierung zur nahegelegenen Stadt. Das industriefreie Feudenheim war ein beliebter Wohnort für wohlhabende Mannheimer aber auch viele Arbeiter. 1874 wurde die Chaussee nach Mannheim gebaut, 1883/84 die erste Dampfstraßenbahn durch Martin Lutz & Cie. gebaut und eröffnet. 1889 wurde die evangelische Johanneskirche geweiht. 1905 verkaufte Feudenheim ein 40 ha großes Gelände südlich des Neckars an die Süddeutsche Disconto-Gesellschaft zur Entwicklung eines Wohngebiets, daraus entwickelte sich Neuostheim. Ein Jahr später war der Wasserturm fertiggestellt. 1910 wurde Feudenheim zu Mannheim eingemeindet, das 1914 die Straßenbahn elektrifizierte. In den 1920ern wurden der Neckar kanalisiert und die Feudenheimer Schleuse errichtet. Während der Novemberpogrome 1938 wurde die Feudenheimer Synagoge am 10. November zerstört. Nach Ausbruch des Zweiten Weltkriegs wurden die letzten 14 noch verbliebenen jüdischen Feudenheimer im Rahmen der Wagner-Bürckel-Aktion am 22. Oktober 1940 in das Camp de Gurs verschleppt. 1941 wurde der Hochbunker errichtet, mit einem Fassungsvermögen für 7.000 Menschen war er einer der größten im Deutschen Reich. Den Krieg überstand Feudenheim relativ unbeschadet, so dass ein großer Teil der Wohnhäuser von der US-Army in Beschlag genommen wurde. Die amerikanischen Streitkräfte übernahmen auch eine 1938 gebaute Pionierkaserne der Wehrmacht in Feudenheim, die 1948 nach dem Gefreiten Dominic Spinelli benannt wurde und bis zum Abzug der US-Truppen 2014 als eines der wichtigsten Nachschubdepots der US-Army in Europa diente.
1966 beging Feudenheim seine 1200-Jahr-Feier. 1972 wurde die Carlo-Schmid-Brücke über den Neckar gebaut, 1979 die Kulturhalle eröffnet. 1986 wurden die Maulbeerinsel und das Wörthel, die durch den Bau des Seitenkanals entstanden waren und seitdem einen natürlichen Lebensraum für eine Vielzahl von Pflanzen und Tieren boten, zum Naturschutzgebiet erhoben. Erwähnenswert ist auch der in den letzten Jahren angelegte Bürgerpark mit dem Naturdenkmal Bell.

### Das abgegangene Dorf Dornheim
Im heutigen Stadtteil Feudenheim – etwa im Bereich des Aubuckels – lag das abgegangene, ehemals von Feudenheim unabhängige Dorf Dornheim, das (ebenfalls ab 766) im 8. und 9. Jahrhundert mehrfach im Lorscher Codex erwähnt ist. Letztmals urkundlich erwähnt wurde es im Jahr 1287, als der Pfalzgraf bei Rhein Ludwig der Strenge der Verlobten seines Sohnes aus zweiter Ehe, der lothringischen Prinzessin Elisabetha, die Burg Rheinhausen mit den dazugehörigen Orten Dornheim und Mannheim als Morgengabe zukommen ließ. Wann genau und warum Dornheim aufgegeben wurde, ist nicht bekannt. Es ist davon auszugehen, dass es durch das große Neckarhochwasser um 1278, bei dem der Fluss sein Bett nördlich von Mannheim verlegte, vernichtet wurde. Seine Gemarkung teilten sich die Dörfer Käfertal und Mannheim und lagen darüber jahrhundertelang im Streit.

### Einwohnerentwicklung
| Jahr | Einwohner |
| ---- | --------- |
| 1439 | 145       |
| 1577 | 300       |
| 1618 | 400       |
| 1632 | 250       |
| 1650 | 140       |
| 1671 | 260       |
| 1687 | 342       |
| 1690 | 250       |
| 1707 | 360       |
| 1727 | 514       |
| 1732 | 730       |

| Jahr | Einwohner |
| ---- | --------- |
| 1767 | 865       |
| 1780 | 1.104     |
| 1785 | 1.202     |
| 1802 | 1.310     |
| 1818 | 1.688     |
| 1840 | 1.980     |
| 1852 | 2.513     |
| 1871 | 2.943     |
| 1880 | 3.345     |
| 1890 | 3.926     |
| 1900 | 4.489     |

| Jahr | Einwohner |
| ---- | --------- |
| 1910 | 6.854     |
| 1925 | 7.867     |
| 1933 | 10.454    |
| 1939 | 11.501    |
| 1946 | 13.464    |
| 1950 | 14.053    |
| 1966 | 17.628    |
| 1975 | 16.513    |
| 2005 | 15.508    |
| 2013 | 14.061    |
| 2018 | 14.688    |

### Bürgermeister
| - 1813–1840: Phil. Jacob Sohn - 1840–1858: H. Ludwig Hill - 1858–1875: Johann Bohrmann - 1875–1881: Valtin Back - 1881–1887: Johann Schaaff - 1887–1905: Johann Bohrmann - 1905–1910: Eduard Ruf |

## Politik, Verwaltung
Nach der Hauptsatzung der Stadt Mannheim hat jeder Stadtbezirk einen Bezirksbeirat, dem 12 dort wohnende Bürger angehören, die der Gemeinderat entsprechend dem Abstimmungsergebnis der Gemeinderatswahl bestellt. Sie sind zu wichtigen Angelegenheiten, die den Stadtbezirk betreffen, zu hören und beraten die örtliche Verwaltung sowie Ausschüsse des Gemeinderats.
| Partei           | 2019 | 2014 | 2009 | 2004 | 1999 | 1994 |
| ---------------- | ---- | ---- | ---- | ---- | ---- | ---- |
| CDU              | 3    | 3    | 4    | 5    | 7    | 5    |
| GRÜNE            | 3    | 2    | 2    | 2    | 1    | 2    |
| SPD              | 2    | 3    | 4    | 4    | 3    | 4    |
| Die Linke        | 1    | 1    | 0    | 0    | 0    | 0    |
| Mannheimer Liste | 1    | 1    | 1    | 1    | 1    | 1    |
| FDP              | 1    | 1    | 1    | 0    | 0    | 0    |
| AfD              | 1    | 1    | 0    | 0    | 0    | 0    |

Als einer der elf äußeren Stadtbezirke besitzt Feudenheim ein Gemeindesekretariat, dem örtliche Verwaltungsaufgaben obliegen.

## Kultur und Sehenswürdigkeiten

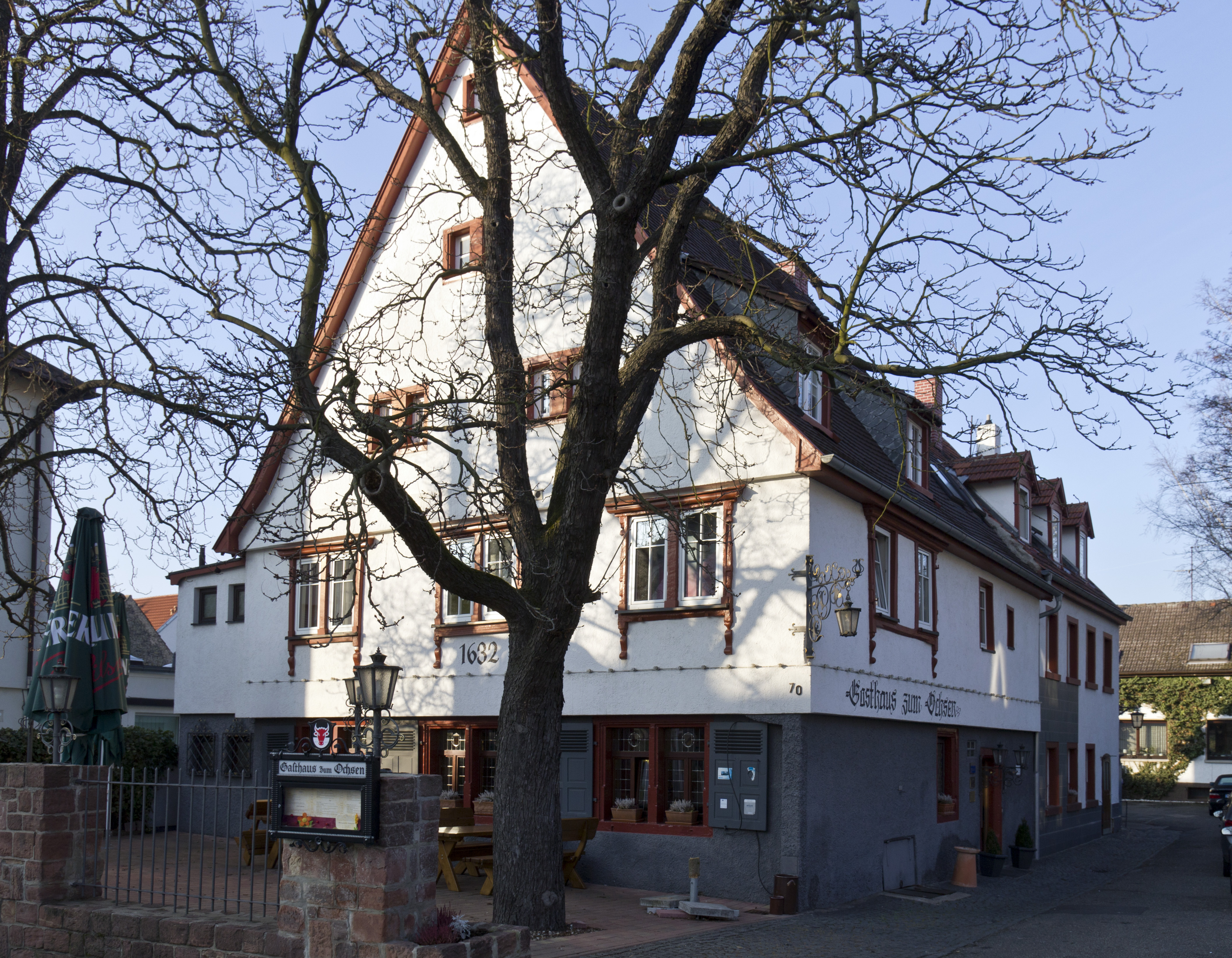
Gasthaus zum Ochsen

### Bauwerke
Das Gasthaus zum Ochsen ist das älteste Gasthaus Mannheims. Es wurde 1632 von dem Centschöffen Gangolf Back erbaut und war damals die Feudenheimer Poststation.
Die katholische Kirche St. Peter und Paul hat entsprechend ihrer Entstehungsgeschichte einen gotischen Turm, ein barockes Langhaus und ein sächsisches Querhaus. Die evangelische Johanneskirche wurde 1889 nach den Plänen von Hermann Behaghel im neugotischen Stil erbaut. Die ebenfalls evangelische Epiphaniaskirche stammt von 1965.
Der Wasserturm, Wahrzeichen Feudenheims, wurde 1906 errichtet. Ähnliche Türme aus der gleichen Zeit finden sich in den Nachbarorten Wallstadt und Straßenheim.
Der Jüdische Friedhof Feudenheim wurde 1858 an der Scheffelstraße angelegt und bis 1900 genutzt. Heute sind noch 53 Grabsteine vorhanden. Der Friedhof ist ein geschütztes Kulturdenkmal.
Im Bereich des Neckars liegt die Schleuse Feudenheim, die im nüchtern-sachlichen Stil in den 1920ern erbaut wurde, und das dazugehörige Wasserkraftwerk.

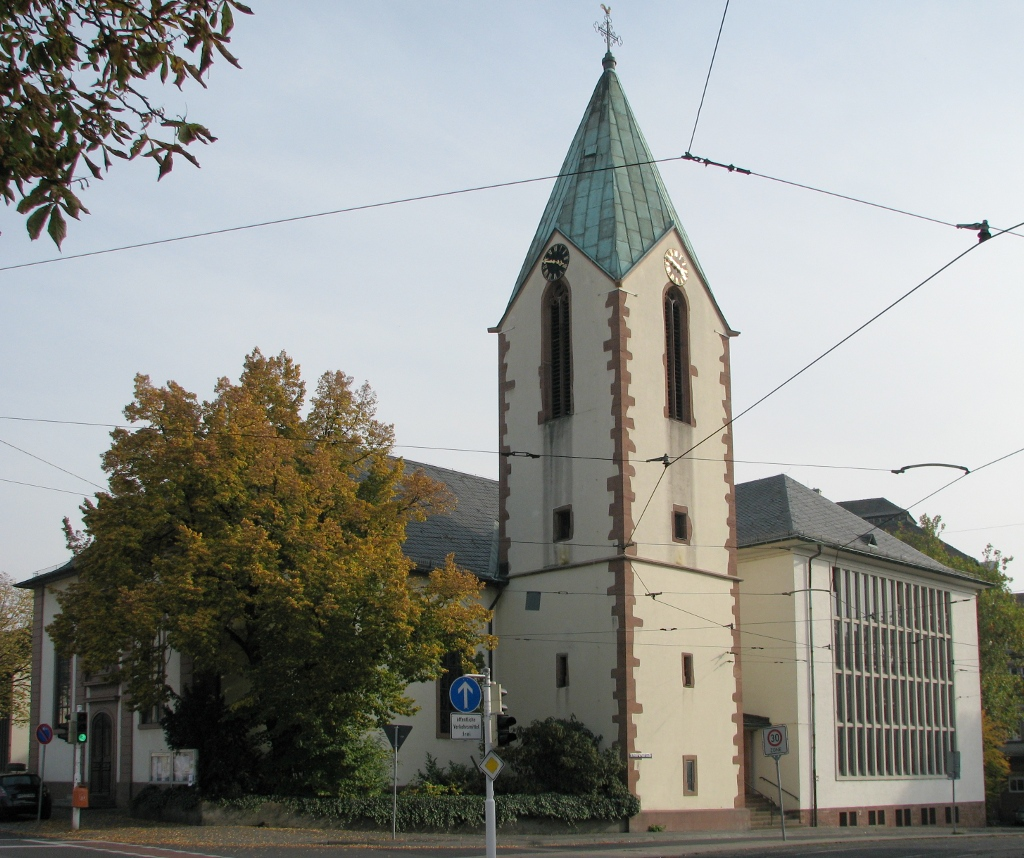
St. Peter und Paul
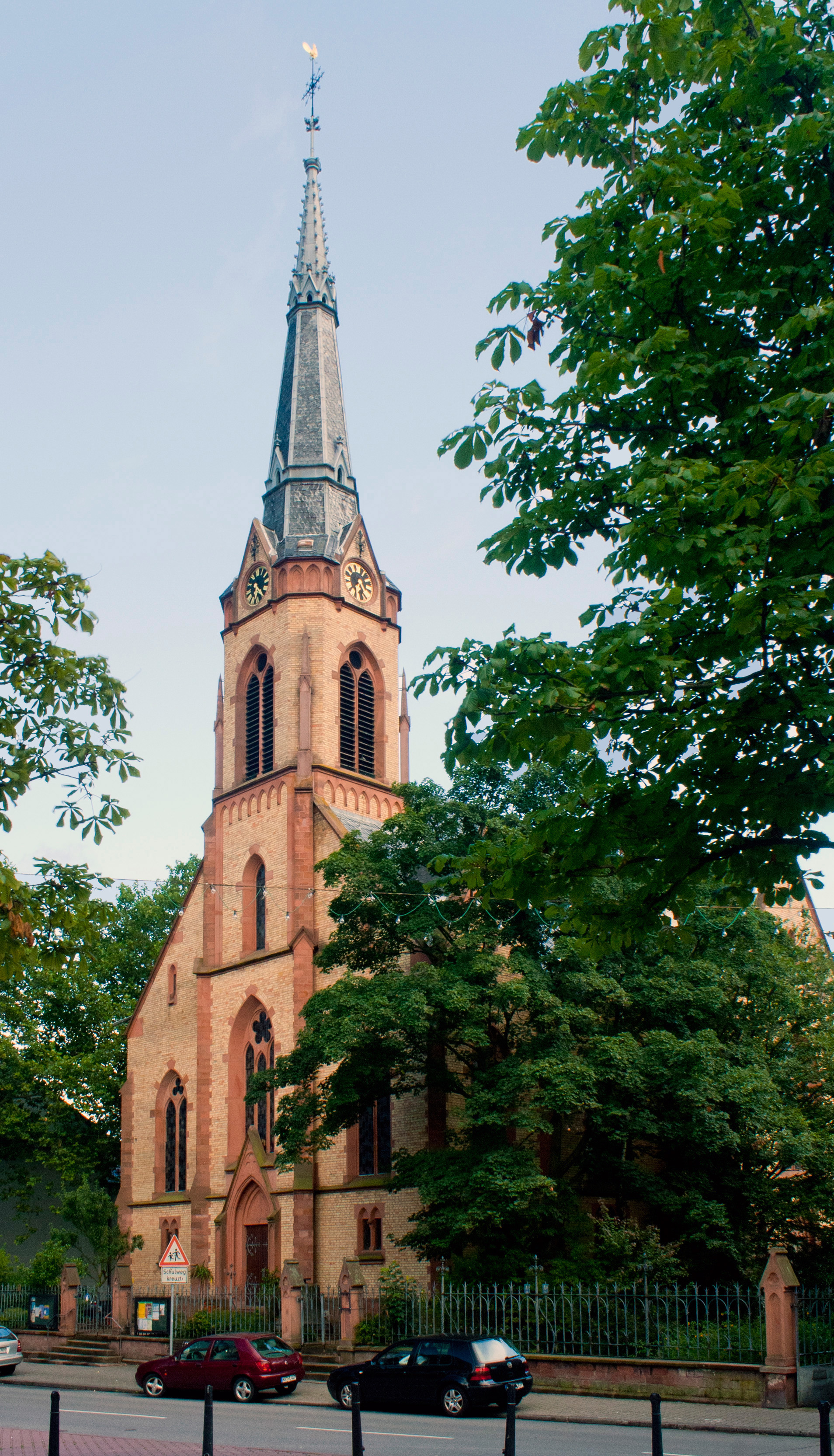
Johanneskirche
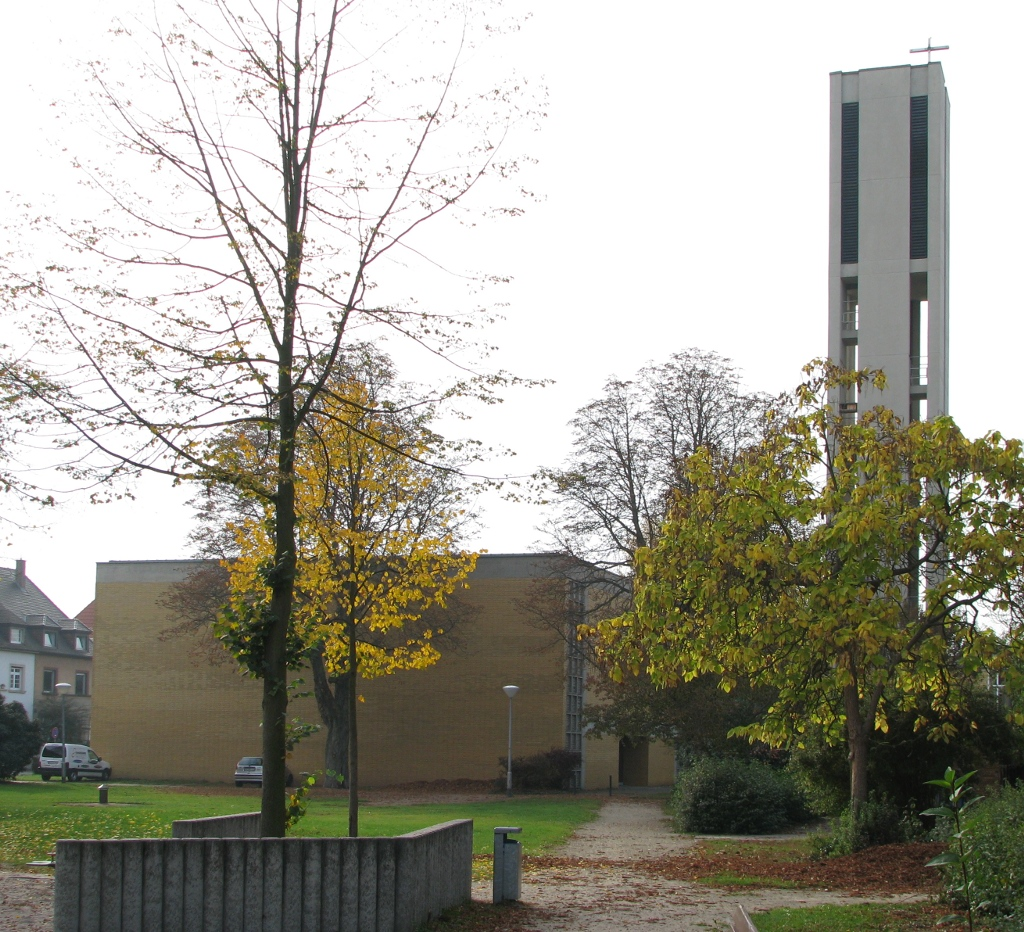
Epiphaniaskirche
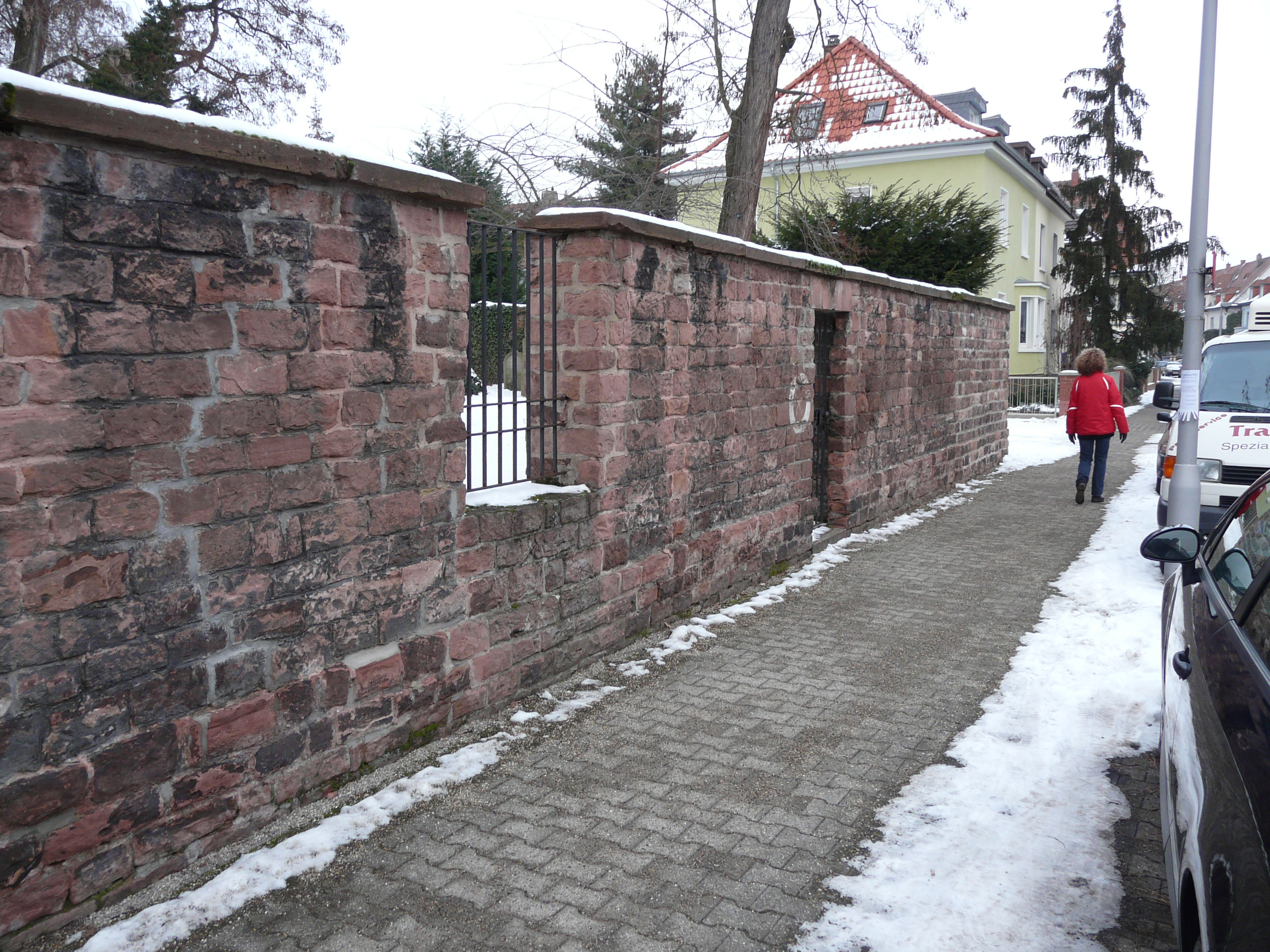
Eingang des alten jüdischen Friedhofs in der Scheffelstraße

### Veranstaltungen
Alljährlich findet am dritten Oktoberwochenende die Feidener Kerwe statt. Hierbei wird die Hauptstraße von Feudenheim größtenteils zur Fußgängerzone und lädt mit Fahrgeschäften, drei Straßenbühnen und allerlei kulinarischen Köstlichkeiten zum Feiern ein. Weiterhin findet jährlich das Bürgerfest und der Weihnachtsmarkt am Rathaus statt.

### Feudenheimer Fasnacht
In Feudenheim sind drei Fasnachtsvereine ansässig. Die Frauenfasnacht Feudenheim, die Narrebloos Prinz Max und die Karnevals Gesellschaft Lallehaag.
Es finden jährlich mehrere Prunksitzungen der Vereine statt. Zudem gibt es am Sonntag vor Rosenmontag einen Gottesdienst in der katholischen Kirche St. Peter-und-Paul. Das Feudenheimer Highlight der Fasnacht ist der Umzug quer durch den Ort, der jedes Jahr an Fasnachtsdienstag stattfindet.

### Sport
Im nahe gelegenen Bürgerpark steht eine Skateranlage.

## Wirtschaft und Infrastruktur
Das Einkaufs- und Dienstleistungsangebot in hauptsächlich familiär geprägten Geschäften deckt alle Bedarfsbereiche ab. Freitags findet zudem am Rathaus ein Wochenmarkt statt. Für Kinder und Jugendliche gibt es im Stadtteil sieben Kindertagesstätten, eine Grundschule, eine Realschule und ein Gymnasium.

## Persönlichkeiten
- Carl Metz (1818–1877), Ingenieur und Unternehmer
- Martin Lutz (1833–1913), Ratsschreiber und Unternehmer (Dampfstraßenbahnpionier und Ehrenbürger)
- Max Enderlin (1872–1940), Rektor an der Feudenheimschule 1915–1933
- Adam Massinger (1888–1914), Astronom
- Manfred Spatz (1925–2024), Ringer
- Alfred Rapp (1933–2011), Politiker (CDU), Stadtrat 1975–1994, davor Bezirksbeirat
- Ümit Davala (* 1973), Fußballspieler und -trainer, spielte in seiner Jugend beim ASV Feudenheim
- Thomas Bischoff (* 1966), Oberbürgermeisterkandidat und Schatzmeister des Kreisverbandes der Partei die Partei Mannheim[11][12]